# Monticello (landgoed)
Monticello is een Amerikaans monument nabij Charlottesville in de staat Virginia. Monticello was het landgoed van Thomas Jefferson, de schrijver van de Amerikaanse Onafhankelijkheidsverklaring, en tevens de derde President van de Verenigde Staten en stichter van de Universiteit van Virginia. Monticello is gebouwd in 1772 naar Jeffersons eigen ontwerp in wat men jeffersoniaanse architectuur noemt, een Amerikaanse neoclassicistische stijl geïnspireerd door het palladianisme.
In 1833 werd Monticello door de familie Jefferson verkocht aan Uriah Philips Levy, de eerste joodse commodore in de Amerikaanse marine. In 1923 verkocht de familie Levy het landgoed aan de Thomas Jefferson Stichting.
Het landgoed bevindt zich boven op een zo'n 250 meter hoge heuvel in de Southwest Mountains. De naam is Italiaans voor "kleine berg".
Een afbeelding van de westzijde van Monticello werd op de Amerikaanse nickel gedrukt van 1838 tot 2003. Op het muntontwerp van 2006 keert Monticello weer terug. Op het twee dollar-briefje van 1928 tot 1966 stond Monticello ook afgebeeld.
Het landgoed hoort sinds 1987 tot het Werelderfgoed, net als de nabijgelegen Universiteit van Virginia.

## Foto's

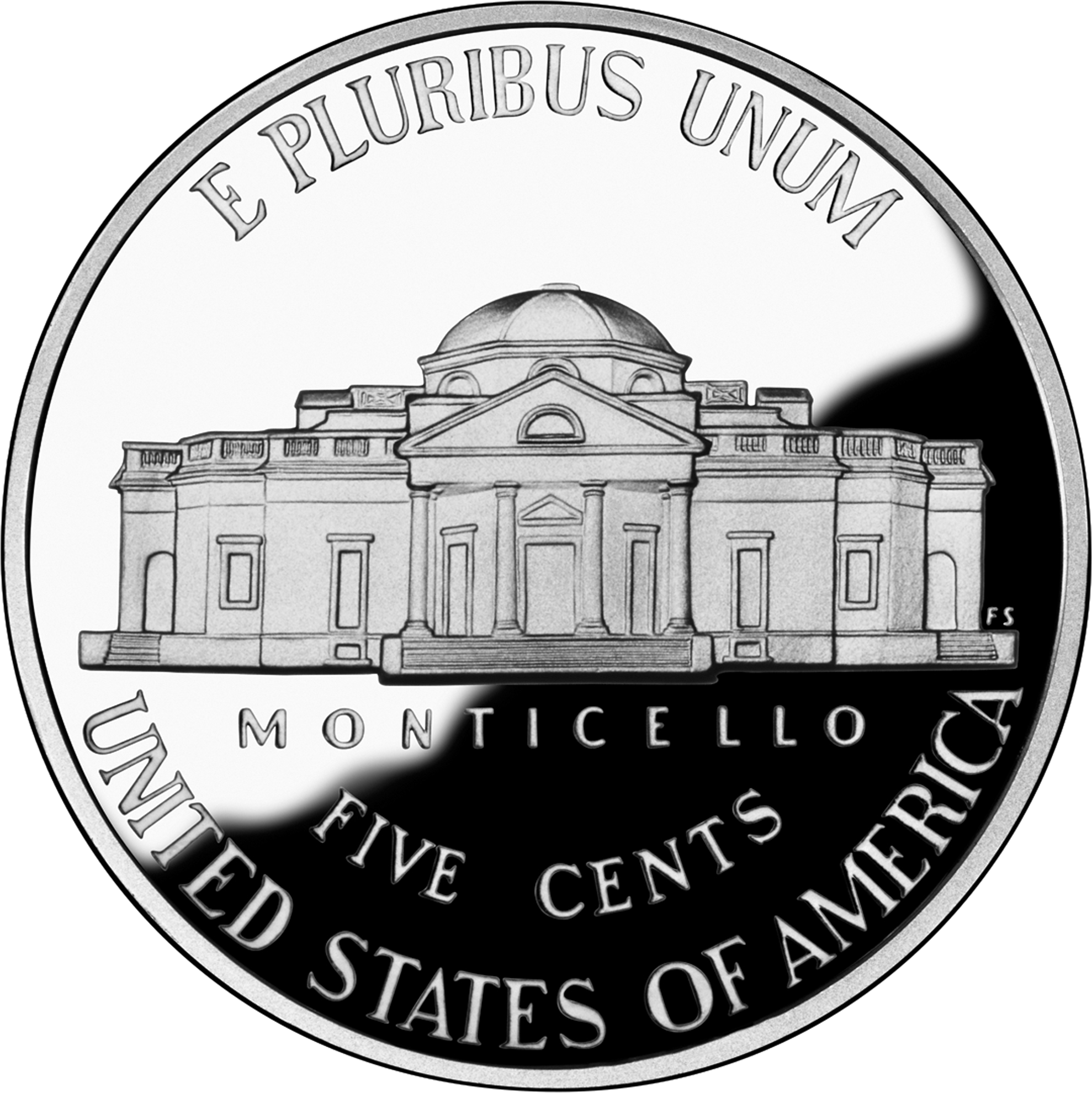
Monticello op de Amerikaanse nickel naar een ontwerp uit 2006
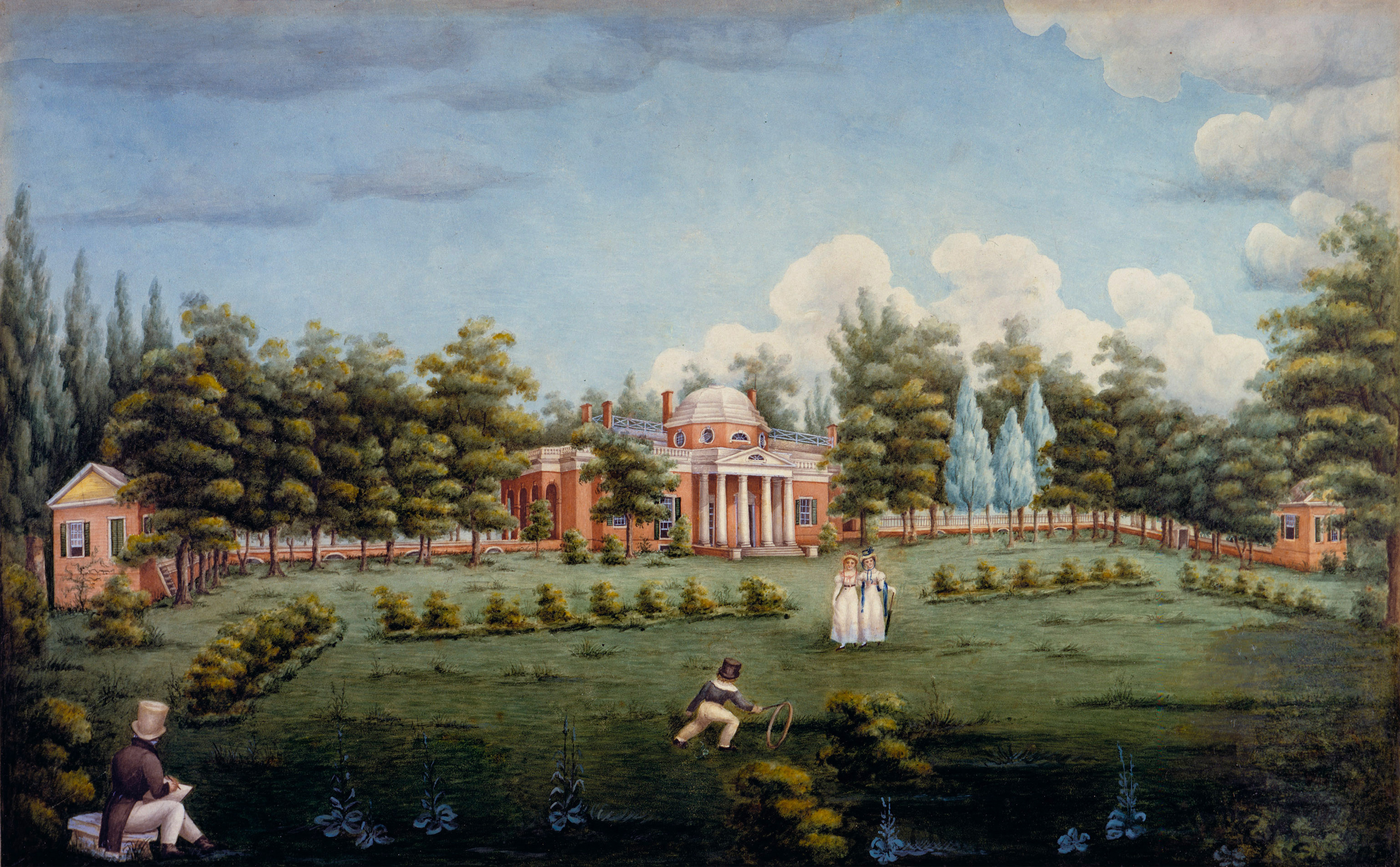
Afbeelding uit 1825 van Jeffersons gezin op Monticello
Gazon en westelijke façade
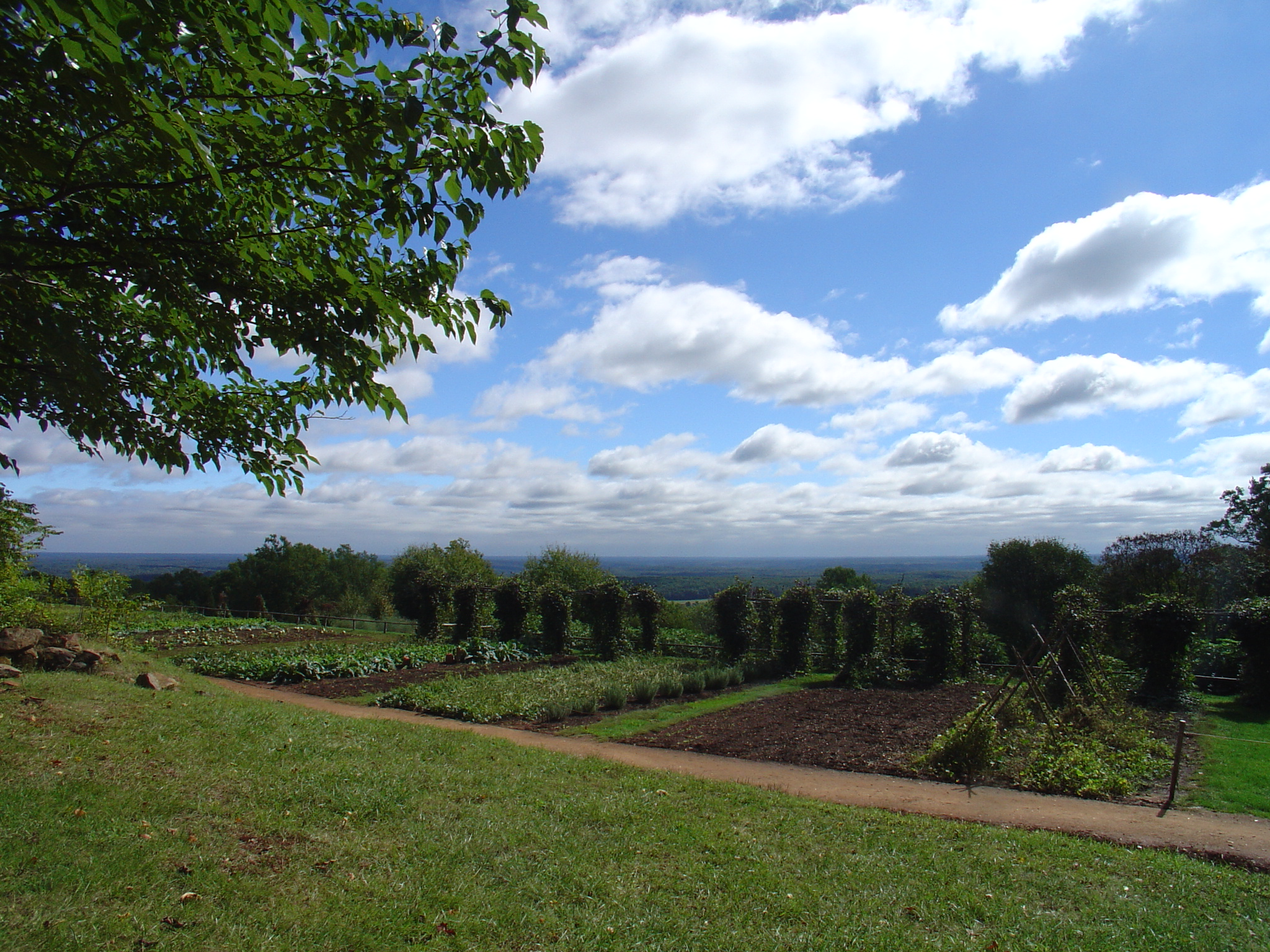
De groententuinen van het landgoed